# Стрелка (Воронежская область)
Стрелка — хутор в Лискинском районе Воронежской области.
Входит в состав Нижнеикорецкого сельского поселения.

## География

### Улицы
- ул. Чапаева